# Kirby Super Star
Kirby Super Star, conhecido na Europa como Kirby's Fun Pak e no Japão como Hoshi no Kirby Super Deluxe (星のカービィスーパーデラックス, Hoshi no Kābī Sūpā Derakkusu, Kirby of the Stars Super Deluxe), é um videogame da série Kirby, desenvolvido pela HAL Laboratory, e publicado pela Nintendo. Diferente dos outros jogos da série, esse jogo se destaca por não seguir um único enredo, mas sim ser dividido em várias histórias, cada uma com seu próprio elementos e jogabilidade.
Em 2008 foi lançado o jogo Kirby Super Star Ultra para Nintendo DS.

## História
Kirby Super Star Ultra contém sete modos de jogo principais, todos separados e completamente distintos uns dos outros e agindo como se fossem jogos totalmente separados, mas todos compartilhando a mesma jogabilidade e base, além de estarem conectados em termos de enredo na maioria dos casos. Os jogos são desbloqueados um após o outro conforme os anteriores são concluídos, a seguir vai um breve resumo da trama de cada um dos modos:

## Jogabilidade
Kirby Super Star é mais um jogo de plataforma da série. Assim como seus antecessores, o jogador controla Kirby para completar vários níveis, evitando obstáculos e inimigos. Kirby pode andar ou correr, pular, nadar, agachar, deslizar e aspirar inimigos ou objetos para cuspi-los como balas. Ele pode se encher de ar para voar e soltar leve um sopro de ar. Ao engolir alguns tipos de inimigos, Kirby pode ganhar suas famosas habilidades de cópia, copiando as habilidades de seus inimigos.
Nesse jogo, o Kirby ganha a habilidade de defender, algo que se tornaria padrão nos jogos seguintes. Outra grande novidade é a primeira adição de um modo multiplayer na série, se Kirby estiver usando uma das habilidade de cópia, ele pode produzir um Helper ou Ajudante, um personagem que pode ser controlado pela CPU ou por outro jogador, assim como Kirby, os Helpers podem voar, dando pulos no ar (porém ao contrário do Kirby, esse voo é limitado), mas eles ficam restritos a habilidade de cópia que foram invocados mas o jogador 1 pode conceder ao Helper uma forma diferente ou revertê-lo em uma habilidade de cópia em caso de emergência.
Kirby Super Star contém seis modos de jogo principais, todos separados e completamente distintos uns dos outros e agindo como se fossem jogos totalmente separados, mas todos compartilhando a mesma jogabilidade e base, além de estarem conectados em termos de enredo na maioria dos casos. Os jogos são desbloqueados um após o outro conforme os anteriores são concluídos. Inicialmente, apenas o jogo principal Spring Breeze está disponível no menu, mas à medida que o jogador avança no jogo, mais jogos serão desbloqueados.

## Habilidades de Cópia
Kirby Super Star foi provavelmente o jogo mais importante para as habilidades de cópia na série. Esse foi o primeiro jogo a apresentar o sistema de diversos ataques por habilidade, dependendo da combinação dos botões, o jogador pode dar diversos tipos de ataques diferentes. Além disso, foi nesse jogo também que foram adicionados os chapéus para cada habilidade de cópia, dando uma personalidade única a cada uma e sendo uma característica que se tornou um ícone da série. O jogo apresenta 26 habilidades de cópia no total, e além das clássicas, também há várias habilidades novas, como Lutador, que dá a Kirby uma faixa vermelha e diversos ataques de artes marciais para derrotar seus oponentes.

## Desenvolvimento
O desenvolvimento de Kirby Super Star começou logo após a conclusão de Kirby's Adventure, assim que a equipe do HAL Laboratory teve um ambiente de desenvolvimento adequado para o SNES.
Masahiro Sakurai compartilhou muitos detalhes sobre o desenvolvimento do jogo ao longo dos anos, muitos dos quais podem ser encontrados em um vídeo divulgado em seu canal oficial no YouTube.
Apesar de geralmente atender à visão de Sakurai, houve coisas no produto final que ele sentiu que prejudicaram a experiência. Por exemplo, Sakurai explicou que originalmente queria que Spring Breeze fosse completamente sem habilidades de cópia, para distingui-lo de Dyna Blade, mas ele foi pressionado a adicioná-los a pedido de um dos produtores da Nintendo. Até hoje, ele ainda deseja ter permissão para ficar sem eles para esse modo. Além disso, ele descreveu como os planos de fundo renderizados em CGI no jogo não eram, em sua opinião, uma boa combinação para o estilo Kirby, embora ele valorize a experiência de aprendizado que a implementação desses planos de fundo forneceu.
Um protótipo do jogo no NES foi revelado durante o Kirby 25th Anniversary Orchestra Concert em abril de 2017. De acordo com Sakurai, este protótipo foi feito apenas para uso interno e não como um produto lançado. Era "bastante completo" e usado como modelo para o jogo final.